# Tmarus tinctus
Tmarus tinctus là một loài nhện trong họ Thomisidae.
Loài này thuộc chi Tmarus. Tmarus tinctus được Eugen von Keyserling miêu tả năm 1880.